# Bahnhof Düppel
Der Bahnhof Düppel war ein Haltepunkt an der Stammbahn, die Berlin mit Potsdam verband. Er lag in der Ortslage Düppel im Berliner Ortsteil Nikolassee zwischen der Berlepschstraße und der Lloyd-G.-Wells-Straße unmittelbar an der Grenze zur Gemeinde Kleinmachnow im Südwesten und zum Berliner Ortsteil Zehlendorf im Südosten. Als Folge der deutschen Teilung lag die Station direkt an der Grenze zwischen West-Berlin und der DDR.

## Geschichte
Über 100 Jahre lang gab es auf der 1838 eröffneten Stammbahn von Berlin nach Potsdam zwischen Zehlendorf und Neubabelsberg (dem heutigen Bahnhof Potsdam Griebnitzsee) keine Zwischenstation. Bis in die 1920er Jahre wies das Gebiet um den späteren Haltepunkt Düppel nur eine geringe Bebauung auf. Um 1930 erreichte die Bebauung von Süden her mit der Kleinmachnower Siedlung Eigenherd die Bahntrasse. Bereits Ende der 1920er Jahre kam die Forderung auf, zur Erschließung von Kleinmachnow und dem ehemaligen Gutsbezirk Düppel, eine S-Bahn-Strecke vom Bahnhof Zehlendorf Mitte (seit 1938: Zehlendorf) zum Spandauer Weg (heute: Karl-Marx-Straße) anzulegen. 1934 meldete die Reichsbahndirektion Berlin die eingleisige Strecke mit Dringlichkeitsstufe I und Kosten von 1,7 Millionen Reichsmark bei der Hauptverwaltung der Deutschen Reichsbahn an, wobei es allerdings blieb. Da die Besiedlung von Kleinmachnow weiter voranschritt, richtete die Reichsbahn zweieinhalb Kilometer südwestlich von Zehlendorf in Höhe der Blockstelle 19 (1939 kurzzeitig: Bk Benschallee) den Haltepunkt Düppel ein. Die Betriebsstelle wurde am 15. Juli 1939 eröffnet. Um die Geschwindigkeit der durchfahrenden Züge nicht zu verringern, erhielt er zwei Seitenbahnsteige. Ursprünglich war der Name Kleinmachnow vorgesehen, aber da die Station auf Berliner Gebiet entstanden war, wurde der Name des etwa einen Kilometer nordöstlich liegenden Gutshofs Düppel gewählt.
Das telegrafische Kurzzeichen des Bahnhofs war Dp. Der Bahnhof wurde bis 1945 von den sogenannten Werderzügen angefahren, die als dampfbespannte Vorortzüge zwischen Berlin Potsdamer Bahnhof und Werder (Havel) über Potsdam verkehrten. Diese hielten spätestens seit der Eröffnung des Haltepunkts Düppel auch in Zehlendorf und vermittelten so einen Anschluss an die Wannseebahn. In den Ausbauplänen der Reichsbahn im Zuge der Germania-Planungen  war der Ausbau der Stammbahn auf sechs Gleise und die Elektrifizierung der zwei Vorortgleispaare für den S-Bahn-Verkehr vorgesehen.
Durch die Sprengung der Teltowkanalbrücke bei Kohlhasenbrück zum Ende des Zweiten Weltkrieges wurde die Strecke zwischen Düppel-Kleinmachnow und Griebnitzsee unterbrochen. Da die Strecke in diesem Abschnitt mehrmals die Berliner Stadtgrenze passierte – ab 1945 gleichzeitig die Grenze zwischen dem Amerikanischen Sektor und der Sowjetischen Besatzungszone – unterblieb eine Wiederinbetriebnahme der Strecke zwischen Griebnitzsee und Düppel. Das südliche (stadteinwärtige) Streckengleis zwischen Griebnitzsee und Zehlendorf wurde daraufhin als Reparationsleistung an die Sowjetunion abgebaut, der südliche Bahnsteig in Düppel ging außer Betrieb.
Die Deutsche Reichsbahn richtete auf dem rund zweieinhalb Kilometer langen Teilstück zwischen Zehlendorf und Düppel am 1. Dezember 1945 einen Pendelverkehr mit Dampfzügen ein. Am 1. Juni 1948 wurde die Strecke in das Netz der elektrischen S-Bahn einbezogen, da die Bedienung mit den elektrischen Zügen wirtschaftlicher war und nach dem reparationsbedingten Abbau vieler Gleise genügend Stromschienen zur Verfügung standen. Der Pendelzug – zunächst als Zuggruppe 8, später als Zuggruppe 5 bezeichnet – fuhr anfangs halbstündlich und ab Ende 1948 im 20-Minuten-Takt. Hinter Düppel führte das verbliebene nördliche Streckengleis laut Unterlagen noch weiter bis zur ehemaligen Teltowkanalbrücke, der Abbau wurde hier erst Mitte der 1950er Jahre offiziell vermerkt. Ab dem 15. Dezember 1951 trug der Haltepunkt die Bezeichnung Düppel-Kleinmachnow. Unweit des Bahnsteigs befand sich ein Straßenübergang für den Übergang von der S-Bahn nach Kleinmachnow. Einwohnern West-Berlins war der Übergang seit dem 1. Juni 1952 untersagt.
Das Fahrgastaufkommen ging infolge des Mauerbaus am 13. August 1961 rapide zurück, da der in den Westsektoren gelegene Haltepunkt von Kleinmachnow aus nicht mehr erreichbar war. Die Bezeichnung Düppel-Kleinmachnow blieb indes noch bestehen. Unbekannte hatten Anfang 1962 den zweiten Namensteil des Stationsschildes eigenmächtig überstrichen und in den Kursbüchern war seit Herbst 1963 als Name nur Düppel eingetragen. Dennoch ließ die Rbd Berlin im April 1971 ein neues Bahnhofsschild mit dem gültigen Namen aufstellen, bevor die offizielle Umbenennung in Düppel am 15. Mai 1973 vollzogen wurde.
Die Bedienung erfolgte bis 1961 überwiegend mit einem Halbzug der Baureihe ET 169. Nach deren Ausmusterung übernahm ein Zug der Baureihe 165 (ab 1970: Baureihe 275) die Fahrten. Vereinzelt kamen auch Vertreter anderer Baureihen, etwa der Baureihe ET 166 zum Einsatz.
Im September 1980 wurde im Rahmen des Streiks der Reichsbahner der Bahnhof geschlossen und anschließend nicht mehr wiedereröffnet. Anlässlich des 150. Jahrestages der Eröffnung der ersten preußischen Eisenbahnstrecke pendelte vom 23. bis 25. September 1988 ein historischer Zug der Berliner Eisenbahnfreunde auf dem Streckenabschnitt Zehlendorf – Düppel. Da das Verbindungsgleis zur Wannseebahn kurz nach der Außerbetriebnahme des S-Bahn-Verkehrs abgebaut wurde, mussten die Fahrzeuge über die Straße auf die Strecke gebracht werden.
Seitdem verfällt der Bahnhof, wurde bereits teilweise abgetragen und aus dem Stadtentwicklungsplan als Bahnhof entfernt, wobei die Reaktivierung immer wieder diskutiert wurde. 2006 und 2008 gab es konkrete Initiativen zur Reaktivierung der Verbindung als Regionalzugverbindung nach Griebnitzsee über den Europarc Dreilinden. 2023 haben die Deutsche Bahn und der Verkehrsbund Berlin Brandenburg (VBB) gemeinsam mit den involvierten Ländern die Aufnahme von Vorplanungen für eine Reaktivierung der Potsdamer Stammbahn als Regionalzugstrecke bekannt gegeben.
2017, mehr als 35 Jahre nach Schließung der Station, wird sie weiterhin unter dem Namen Berlin-Düppel im Betriebsstellenverzeichnis von DB Netz geführt.

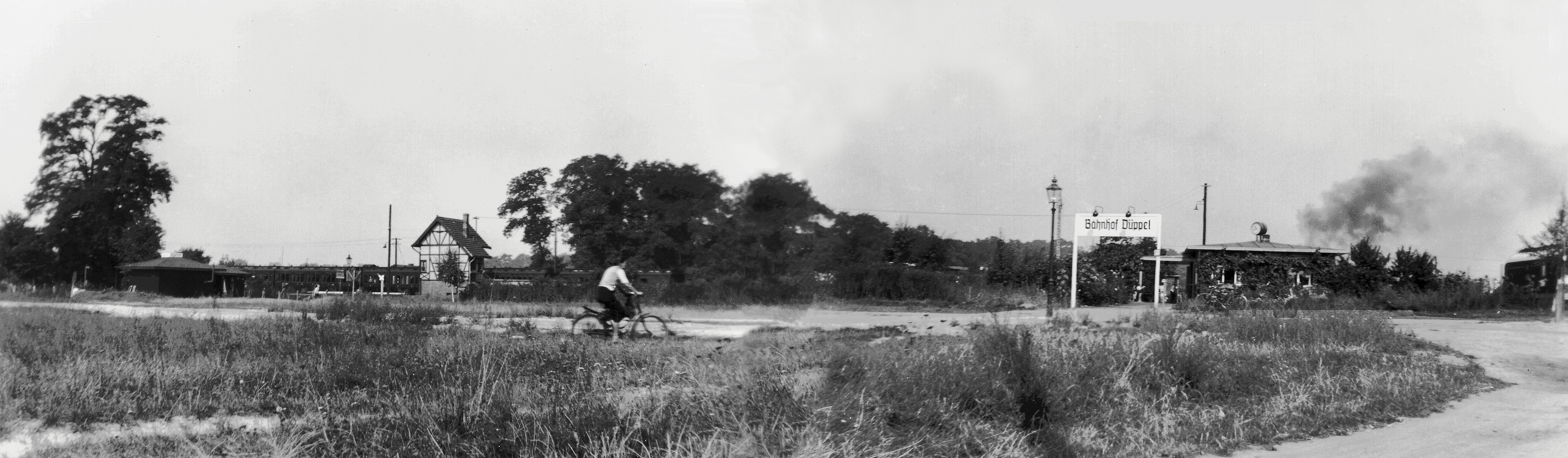
Bahnhof Düppel um 1940
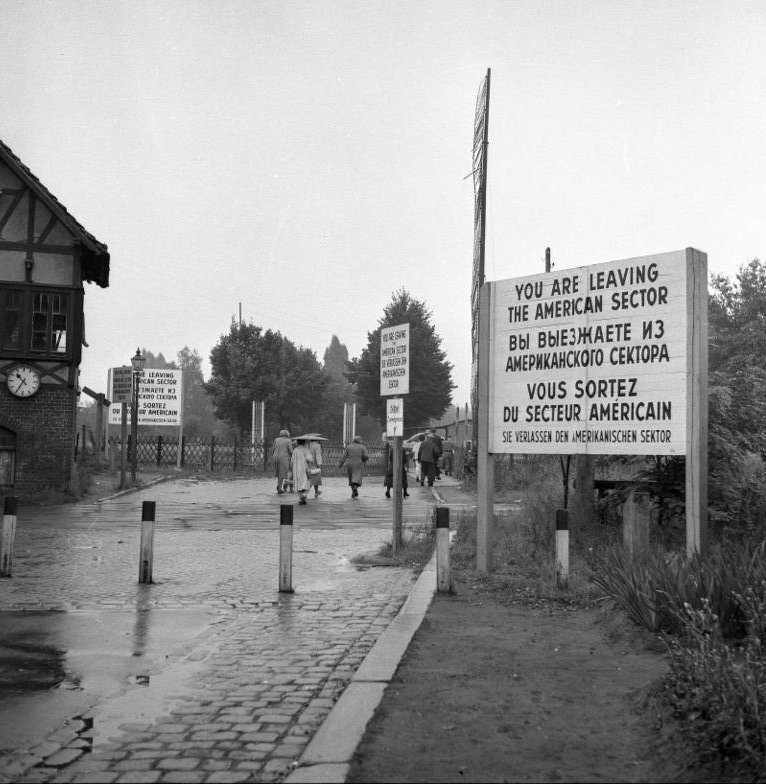
Grenzübergang am Bahnhof Düppel-Kleinmachnow, 1955
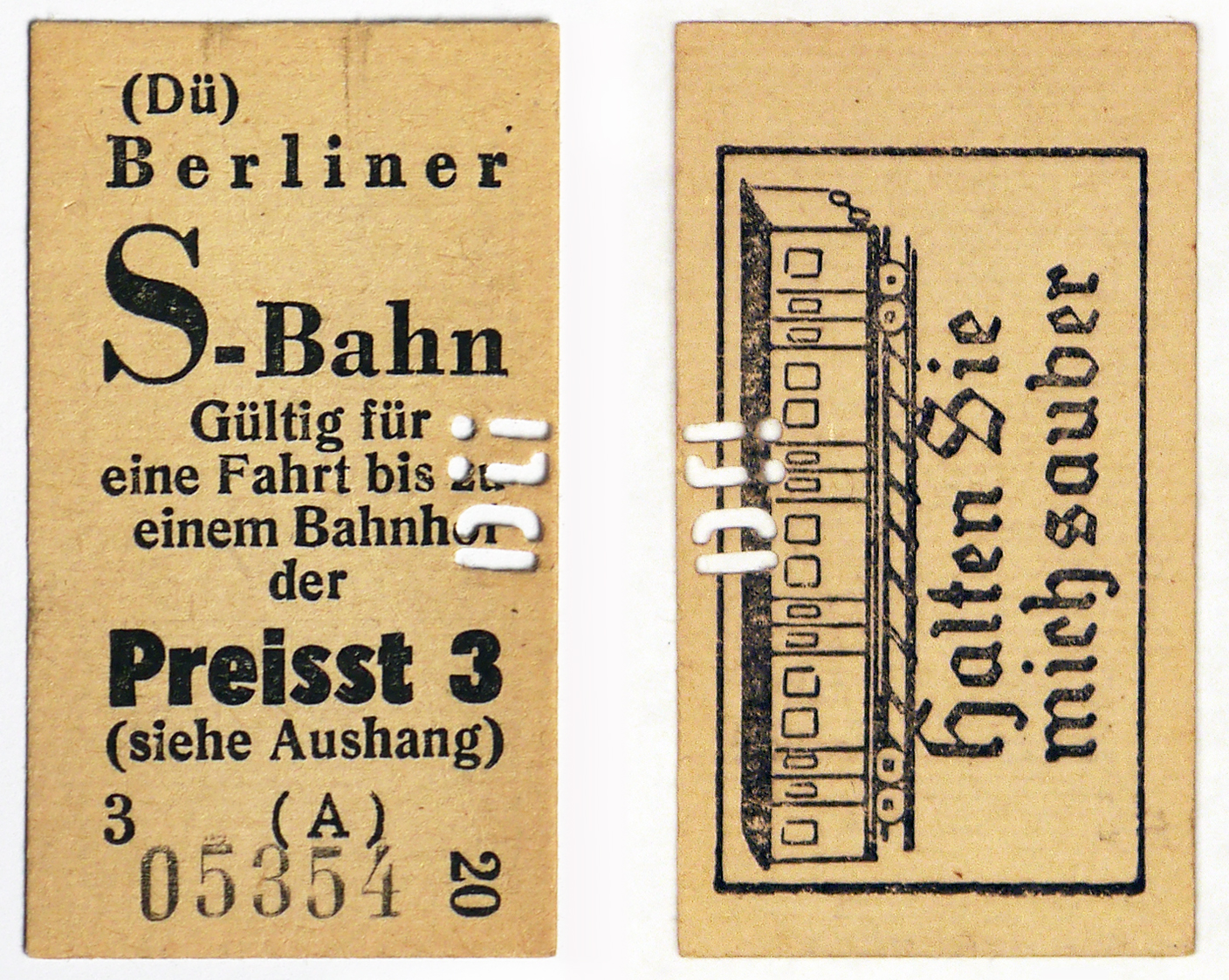
S-Bahn-Fahrkarte, gekauft und entwertet am Haltepunkt Düppel-Kleinmachnow, 1961
Halbzug der Baureihe ET 165 im Bahnhof Düppel, 1962